# Hans Bornemann (Maler)

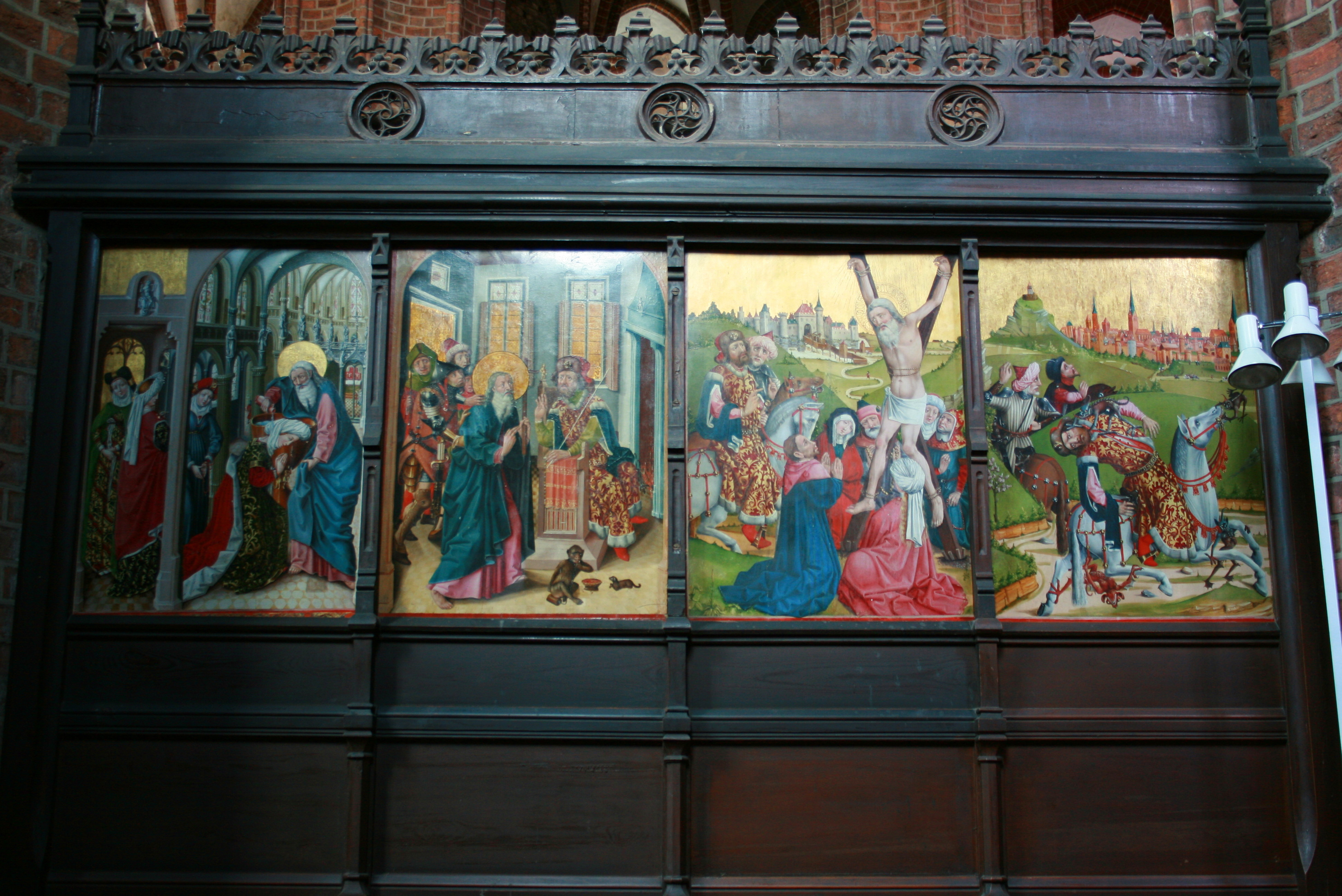
Altarflügel mit Szenen aus dem Leben des hl. Andreas des Heiligentaler Altars in St. Nikolai in Lüneburg

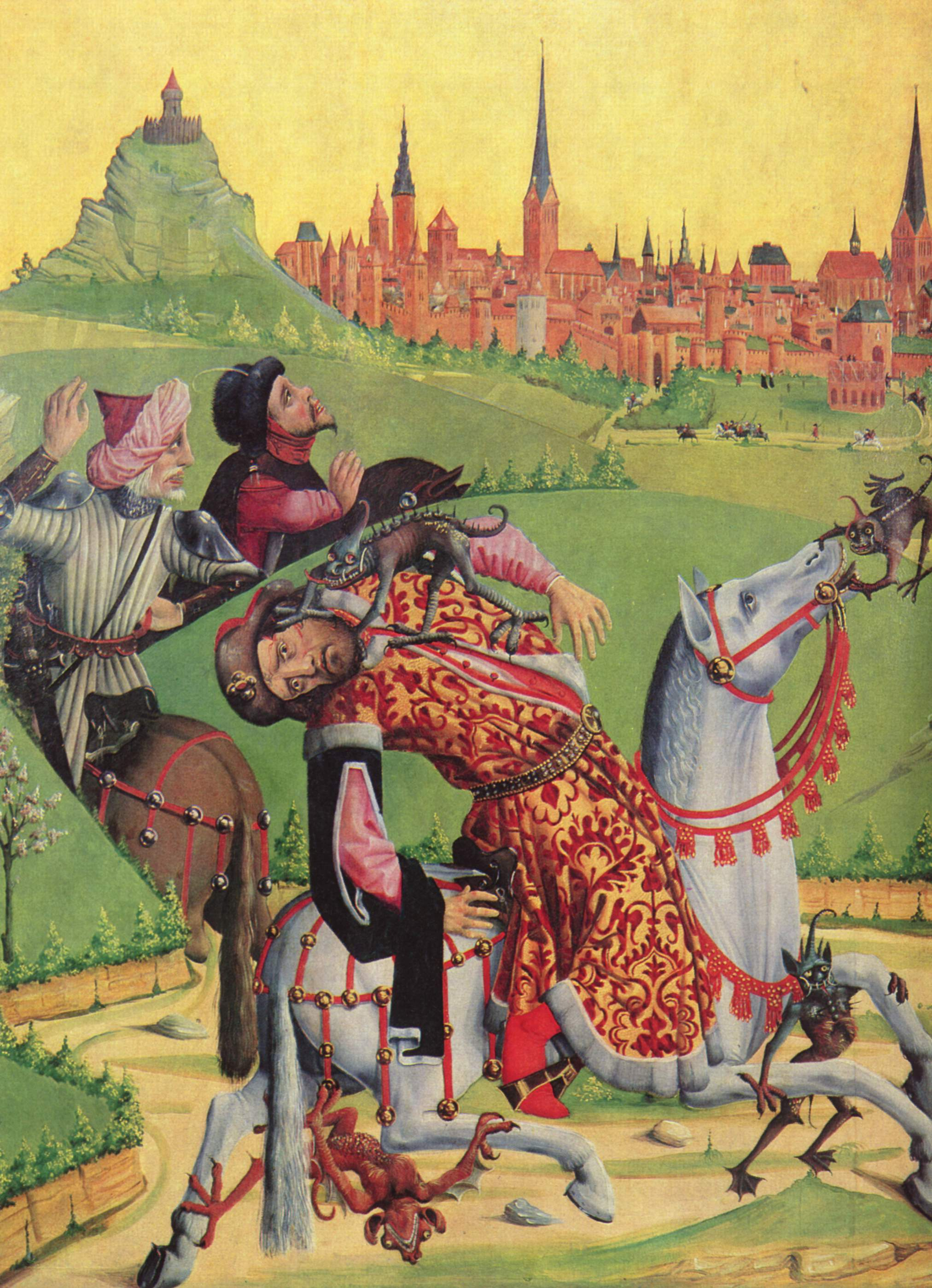
Bornemann: Detail des Altarflügel des Heiligentaler Altars in St. Nikolai in Lüneburg

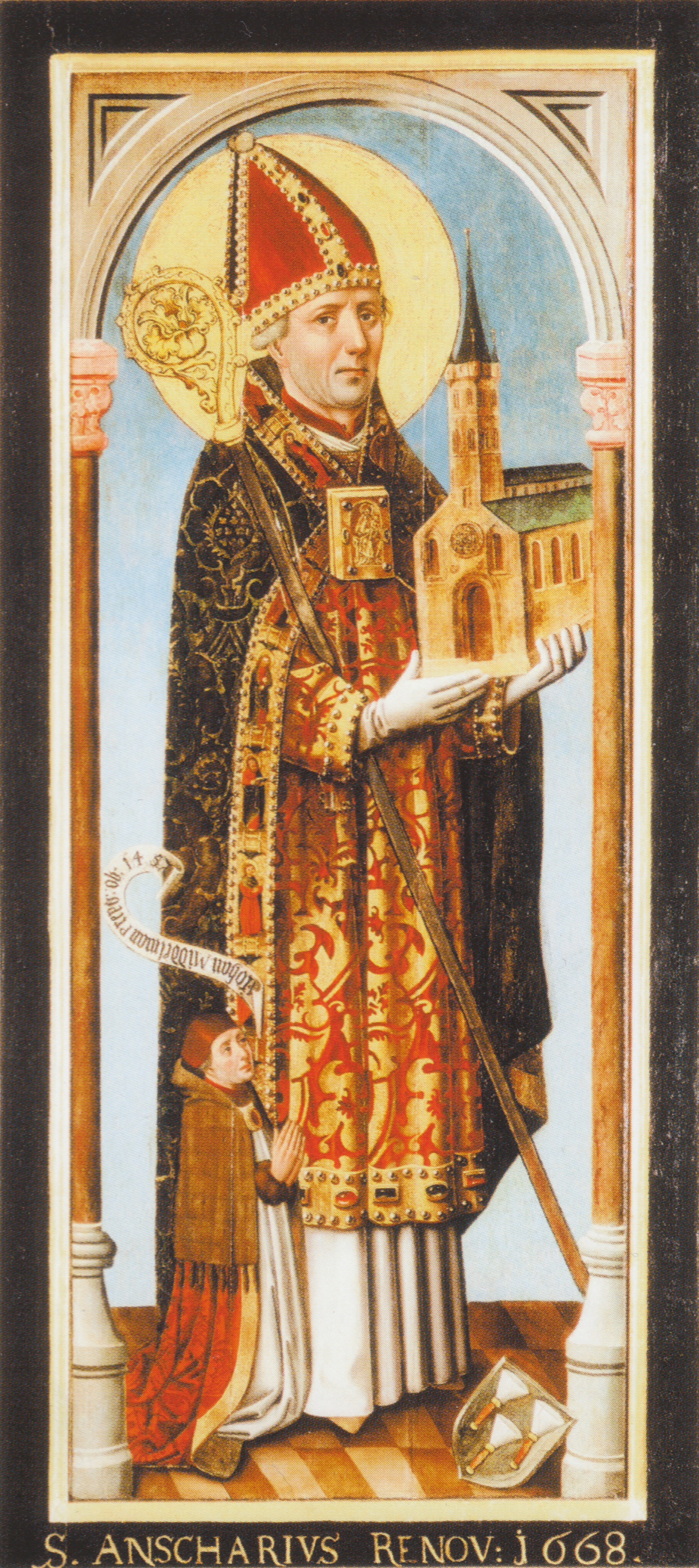
Bornemann, St. Ansgar, ursprünglich im Alten Hamburger Mariendom, seit 1817 in St. Petri

Hans Bornemann (* um 1420, nachgewiesen in der Zeit von 1448 bis 1469; † ca. 1474 wohl in Hamburg) war ein Hamburger Maler des Spätmittelalters.

## Leben
Der erste urkundliche Nachweis im Jahr 1448 benennt ihn mit vollem Namen als Erbschaftsbesitzer eines Grundstückes in Hamburg. Jedoch findet sich bereits 1444 eine Erwähnung im Testament des nur in Urkunden nachweisbaren Malers Conrad von Vechta, die einen Werkstattmitarbeiter Hans bedenkt. In diesem Testament wird ihm ein wertvoller Umhang und die Hälfte seiner Kunst vermacht.
Der Großteil seiner erhaltenen Werke befindet sich in Lüneburg. Dennoch gilt Bornemann als Hamburger Maler, denn hier hatte er seinen Wohnsitz und war Mitglied des Maleramtes.
Hans Bornemann war einer der Stifter der Bruderschaft der Lukasgilde in Hamburg. Unter dem  Namen des Evangelisten Lukas hatten sich auch in anderen Städten dieser Zeit die Maler zu sozialen Netzwerken zusammengeschlossen. Für den Rat der Stadt Hamburg war er unter anderem auch in dessen Repräsentanz in Stade tätig. Im Hamburger Rathaus schuf er siebzehn Fürstenbilder. Diese sind lediglich urkundlich erwähnt und nicht erhalten.
Einen Teil seiner Ausbildung erhielt Bornemann wahrscheinlich in den Niederlanden, wohl im Einflussbereich der Werkstatt von Robert Campin bzw. des Meisters von Flémalle. Beeinflusst durch die für die Zeit modernen niederländischen Anregungen brachte Hans Bornemann eine neue künstlerische Darstellungsweise nach Norddeutschland, die der Kunsthistoriker Hans Georg Gmelin als „eine neue Beobachtung der Wirklichkeit“ bezeichnet hat. So schuf Bornemann in den Jahren zwischen 1444 und 1447 auf dem Heiligentaler Altar mit dem Panorama Lüneburgs im Hintergrund die erste topografisch getreue Stadtansicht Norddeutschlands. Vergleichbar ist diese Leistung mit der Darstellung des Genfersees auf der Tafel des Wunderbaren Fischzuges Petri von Konrad Witz.
1457 malte er für den Alten Mariendom in Hamburg ein Bild des hl. Ansgar mit dem Stifter des Bildes, dem Dompropst Johan Middelman. Nach dem Abriss des Domes 1804 kam das Bild 1817 in die Hauptkirche Sankt Petri.
Nach Bornemanns Tod heiratete seine Witwe Gherburg Bornemann 1475 den jüngeren Maler Hinrik Funhof (?). Die Handwerkerwitwen durften nach dem Tod des Werkstattmeisters den Betrieb nicht länger als ein Jahr eigenständig fortführen. Dies hatte die männlich dominierten Zunft beschlossen und in der Zunftordnung festgeschrieben. Um ihren Status zu erhalten, musste die Witwe spätestens nach einem Jahr Witwenschaft einen Ehepartner bzw. Nachfolger als Werkstattmeister auswählen und durch Heirat zum neuen Werkstattleiter machen. Demnach muss Hans Bornemann 1474 gestorben sein.
Der Hamburger Maler Hinrik Bornemann war der Sohn Hans Bornemanns und seiner Frau Gherburg.

## Werke
- Hochaltar der Nikolaikirche in Lüneburg, sogenannter Lamberti-Altar
- Tafeln des ehemaligen Heiligentaler Altars im Chorumgang der Lüneburger Nikolaikirche (s. o.)
- Vier Miniaturen in dem neueren Sachsenspiegel in der Ratsbücherei Lüneburg
- Ansgartafel in der Hamburger Hauptkirche Sankt Petri